# Chiesa del Millennio
La Chiesa del Millennio è una chiesa della diocesi di Timișoara che si trova nell'omonima città in Romania, vicino alla piazza Traiano.
Progettata dall'architetto Lajos Ybl, la prima pietra fu posata nel 1896. Fu consacrata il 13 ottobre 1901 da Sándor Dessewffy.